# Thalassema jenniferae
Thalassema jenniferae är en djurart som tillhör fylumet skedmaskar, och som beskrevs av Biseswar, R. 1988. Thalassema jenniferae ingår i släktet Thalassema och familjen Echiuridae. Inga underarter finns listade i Catalogue of Life.